# Loxogramme parksii
Loxogramme parksii är en stensöteväxtart som beskrevs av Edwin Bingham Copeland. Loxogramme parksii ingår i släktet Loxogramme och familjen Polypodiaceae. Inga underarter finns listade.